# Associazione Sportiva Calcio Viareggio 1992-1993
Questa pagina raccoglie le informazioni riguardanti l'Associazione Sportiva Calcio Viareggio nelle competizioni ufficiali della stagione 1992-1993.

## Stagione
Il Viareggio è in vendita. Nessuno dell'imprenditoria locale si fa avanti. Dalla Sicilia arriva l'imprenditore-finanziere Giovanni Picciotto. Acquista il club bianconero. La sua specialità è quella di rilanciare aziende per poi rivenderle. A tenere il filo-rosso tra vecchia e nuova gestione c'è  sempre Oreste Cinquini, direttore sportivo. Dopo la promozione, ha dovuto gestire situazioni non facili.
Il film della stagione è stato visto altre volte: nel girone d'andata le zebre lottano per i primi posti, ma in quello di ritorno rallentano vistosamente.

## Rosa
| N. |                   | Ruolo | Calciatore         |
| -- | ----------------- | ----- | ------------------ |
|    | Italia (bandiera) | P     | Giancarlo Beni     |
|    | Italia (bandiera) | D     | Roberto Brotini    |
|    | Italia (bandiera) | D     | Armando Cascione   |
|    | Italia (bandiera) | D     | Ugo Cipelli        |
|    | Italia (bandiera) | A     | Nicola D'Ottavio   |
|    | Italia (bandiera) | C     | Simone Fortini     |
|    | Italia (bandiera) | C     | Massimo Garfagnini |
|    | Italia (bandiera) | C     | Massimo Gargani    |
|    | Italia (bandiera) | D     | Stefano Giudice    |
|    | Italia (bandiera) | C     | Claudio Gori       |
|    | Italia (bandiera) | C     | Gian Luca Leone    |
|    | Italia (bandiera) | C     | Alessandro Madocci |

| N. |                   | Ruolo | Calciatore               |
| -- | ----------------- | ----- | ------------------------ |
|    | Italia (bandiera) | D     | Pier Cesare Maldini (II) |
|    | Italia (bandiera) | C     | Ferruccio Mariani        |
|    | Italia (bandiera) | A     | Andrea Mariano           |
|    | Italia (bandiera) | C     | Domenico Minutolo        |
|    | Italia (bandiera) | C     | Silvio Paolucci          |
|    | Italia (bandiera) |       | Giampiero Pocetta        |
|    | Italia (bandiera) | A     | Luca Puccinelli          |
|    | Italia (bandiera) | C     | Marco Puppi              |
|    | Italia (bandiera) | D     | Gianluca Ricci           |
|    | Italia (bandiera) | C     | Alfio Romiti             |
|    | Italia (bandiera) | P     | Luca Tavoletti           |
|    | Italia (bandiera) | C     | Pierpaolo Vignali        |

## Risultati

### Campionato

#### Girone di andata
| 13 settembre 1992 1ª giornata | Ponsacco | 0 – 1 | Viareggio |  |

| 20 settembre 1992 2ª giornata | Viareggio | 1 – 1 | Cerveteri |  |

| 27 settembre 1992 3ª giornata | Viareggio | 2 – 0 | Prato |  |

| 4 ottobre 1992 4ª giornata | Civitanovese | 1 – 1 | Viareggio |  |

| 11 ottobre 1992 5ª giornata | Francavilla | 4 – 1 | Viareggio |  |

| 18 ottobre 1992 6ª giornata | Viareggio | 1 – 0 | Cecina |  |

| 25 ottobre 1992 7ª giornata | Avezzano | 1 – 1 | Viareggio |  |

| 1º novembre 1992 8ª giornata | Viareggio | 2 – 0 | Gualdo |  |

| 8 novembre 1992 9ª giornata | Rimini | 0 – 1 | Viareggio |  |

| 22 novembre 1992 10ª giornata | Viareggio | 5 – 2 | Pistoiese |  |

| 29 novembre 1992 11ª giornata | Castel di Sangro | 0 – 0 | Viareggio |  |

| 6 dicembre 1992 12ª giornata | Viareggio | 2 – 1 | Montevarchi |  |

| 13 dicembre 1992 13ª giornata | Poggibonsi | 1 – 1 | Viareggio |  |

| 20 dicembre 1992 14ª giornata | Viareggio | 2 – 2 | Vastese |  |

| 27 dicembre 1992 15ª giornata | Baracca Lugo | 0 – 2 | Viareggio |  |

| 24 gennaio 1993 16ª giornata | Viareggio | 0 – 0 | Pontedera |  |

| 31 gennaio 1993 17ª giornata | Fano | 1 – 0 | Viareggio |  |

#### Girone di ritorno
| 7 febbraio 1993 18ª giornata | Viareggio | 0 – 1 | Ponsacco |  |

| 14 febbraio 1993 19ª giornata | Cerveteri | 1 – 0 | Viareggio |  |

| 21 febbraio 1993 20ª giornata | Prato | 1 – 0 | Viareggio |  |

| 7 marzo 1993 21ª giornata | Viareggio | 1 – 0 | Civitanovese |  |

| 14 marzo 1993 22ª giornata | Viareggio | 1 – 0 | Francavilla |  |

| 21 marzo 1993 23ª giornata | Cecina | 1 – 1 | Viareggio |  |

| 28 marzo 1993 24ª giornata | Viareggio | 3 – 0 | Avezzano |  |

| 4 aprile 1993 25ª giornata | Gualdo | 2 – 2 | Viareggio |  |

| 18 aprile 1993 26ª giornata | Viareggio | 0 – 0 | Rimini |  |

| 25 aprile 1993 27ª giornata | Pistoiese | 1 – 0 | Viareggio |  |

| 2 maggio 1993 28ª giornata | Viareggio | 3 – 1 | Castel di Sangro |  |

| 9 maggio 1993 29ª giornata | Montevarchi | 0 – 1 | Viareggio |  |

| 23 maggio 1993 30ª giornata | Viareggio | 0 – 1 | Poggibonsi |  |

| 30 maggio 1993 31ª giornata | Vastese | 6 – 3 | Viareggio |  |

| 6 giugno 1993 32ª giornata | Viareggio | 0 – 0 | Baracca Lugo |  |

| 13 giugno 1993 33ª giornata | Pontedera | 0 – 0 | Viareggio |  |

| 20 giugno 1993 34ª giornata | Viareggio | 0 – 0 | Fano |  |